# Ханава
Ханава (яп. 塙町 Ханава-мати) — посёлок в Японии, находящийся в уезде Хигасисиракава префектуры Фукусима. Площадь посёлка составляет 211,60 км², население — 9332 человека (1 августа 2014), плотность населения — 44,10 чел./км².

## Географическое положение
Посёлок расположен на острове Хонсю в префектуре Фукусима региона Тохоку. С ним граничат города Такахаги, Китаибараки, Хитатиота, посёлки Танагура, Ямацури и село Самегава.

## Население
Население посёлка составляет 9332 человека (1 августа 2014), а плотность — 44,10 чел./км². Изменение численности населения с 1980 по 2005 годы:
| 1980 | 12 060 чел. |  |
| 1985 | 12 166 чел. |  |
| 1990 | 11 926 чел. |  |
| 1995 | 11 743 чел. |  |
| 2000 | 11 296 чел. |  |
| 2005 | 10 619 чел. |  |

## Символика
Деревом посёлка считается криптомерия, цветком — Rhododendron kaempferi, птицей — Phasianus versicolor.